# Корд-сюр-Сьель
Корд-сюр-Сьель (фр. Cordes-sur-Ciel, окс. Còrdas) — коммуна во Франции, находится в регионе Юг — Пиренеи. Департамент — Тарн. Входит в состав кантона Кармо-2 Валле-дю-Серу. Округ коммуны — Альби.
Код INSEE коммуны — 81069.

## География
Коммуна расположена приблизительно в 540 км к югу от Парижа, в 70 км северо-восточнее Тулузы, в 22 км к северо-западу от Альби.
По территории коммуны протекает река Серу.

## Климат
Климат умеренно-океанический. Зима мягкая и дождливая, лето жаркое с частыми грозами. Ветры довольно редки.

## Население
Население коммуны на 2010 год составляло 1011 человек.
| 1962 | 1968 | 1975 | 1982 | 1990 | 1999 | 2010 |
| ---- | ---- | ---- | ---- | ---- | ---- | ---- |
| 1098 | 1100 | 967  | 1011 | 932  | 999  | 1011 |

## Администрация
| Период | Период | Фамилия     | Партия                  | Примечания                                         |
| ------ | ------ | ----------- | ----------------------- | -------------------------------------------------- |
| 1954   | 1965   | Жан Морьес  |                         |                                                    |
| 1965   | 1976   | Эмиль Руане |                         |                                                    |
| 1976   | 1995   | Робер Рамон |                         |                                                    |
| 1995   | 2020   | Поль Кийес  | Социалистическая партия | бывший министр внутренних дел и министр транспорта |

## Экономика
В 2007 году среди 568 человек в трудоспособном возрасте (15—64 лет) 374 были экономически активными, 194 — неактивными (показатель активности — 65,8 %, в 1999 году было 66,0 %). Из 374 активных работали 319 человек (172 мужчины и 147 женщин), безработных было 55 (29 мужчин и 26 женщин). Среди 194 неактивных 36 человек были учениками или студентами, 72 — пенсионерами, 86 были неактивными по другим причинам.

## Достопримечательности
- Церковь Св. Михаила (XIII век). Исторический памятник с 1922 года.[4]
- Часовня Сен-Крюсифи (XV век). Исторический памятник с 1984 года.[5]
- Бывшая больница Св. Иакова (XVI век). Исторический памятник с 1927 года.[6]
- Мельница-башня (XV век). Исторический памятник с 1927 года.[7]
- Городские ворота Орлож (XVI век). Исторический памятник с 1927 года.[8]
- Городские ворота Жана (XIII век). Исторический памятник с 1962 года.[9]
- Городские ворота Ормон (XIII век). Исторический памятник с 1910 года.[10]
- Городские ворота Портанель (XVI век). Исторический памятник с 1928 года.[11]
- Городские ворота Ру (XII век). Исторический памятник с 1924 года.[12]
- Башня Барбакан (XIII век). Исторический памятник с 1927 года.[13]
- Дом священника (XIV век). Исторический памятник с 1923 года.[14]

## Музеи
- Музей сахара и шоколада
- Историко-архитектурный музей
- Музей современного искусства

## Фотогалерея

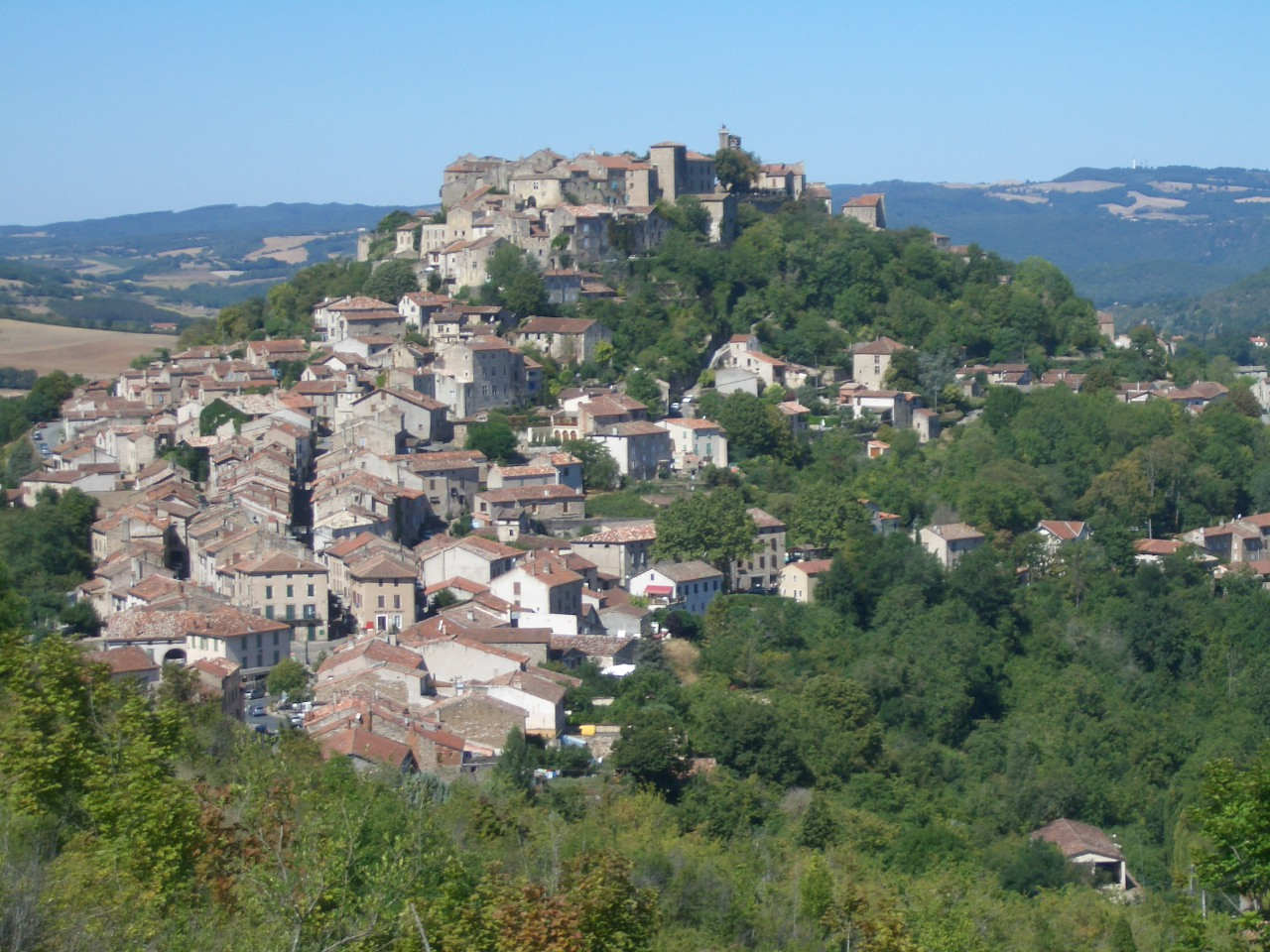
Корд-сюр-Сьель
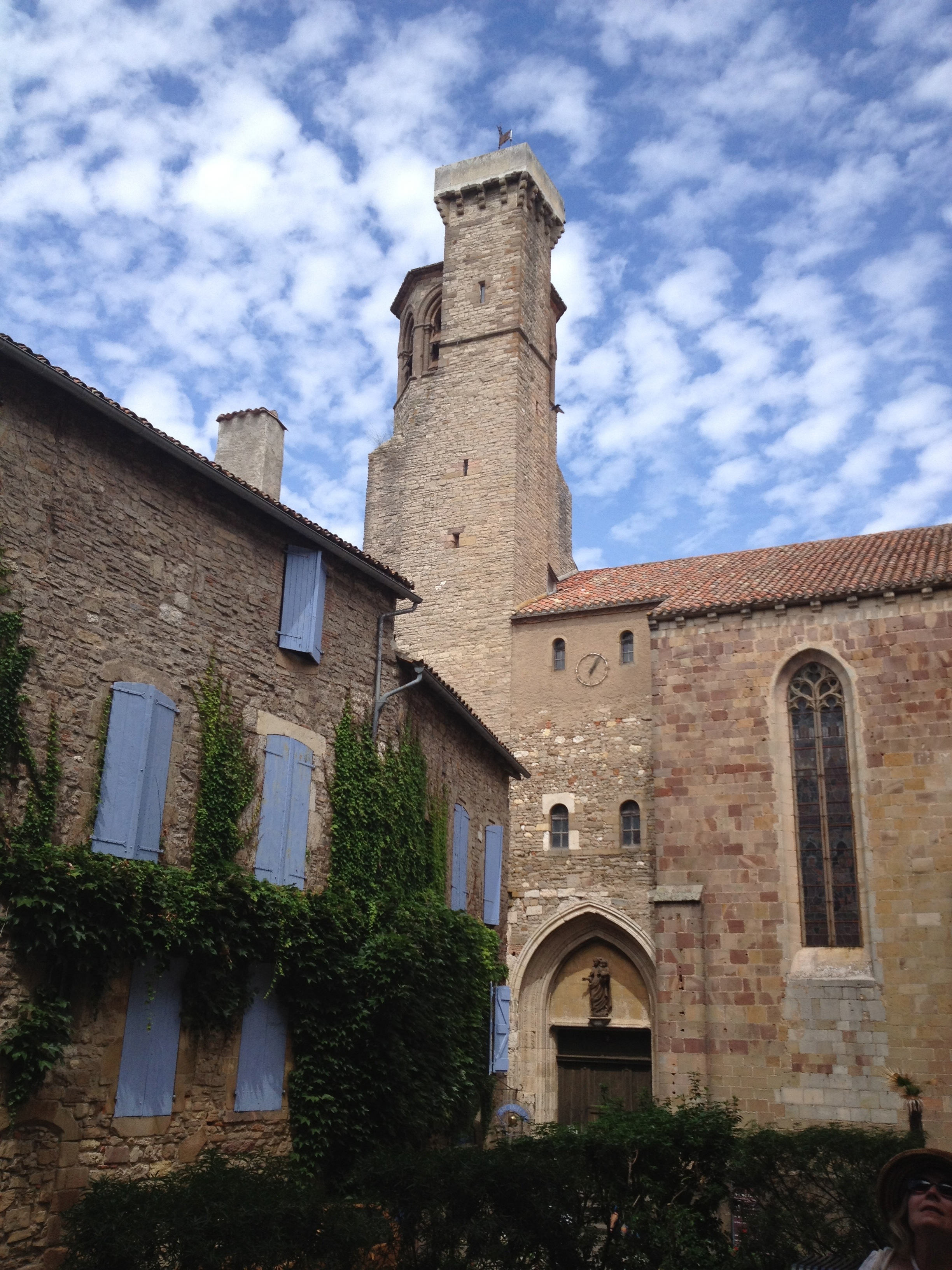
Церковь Св. Михаила
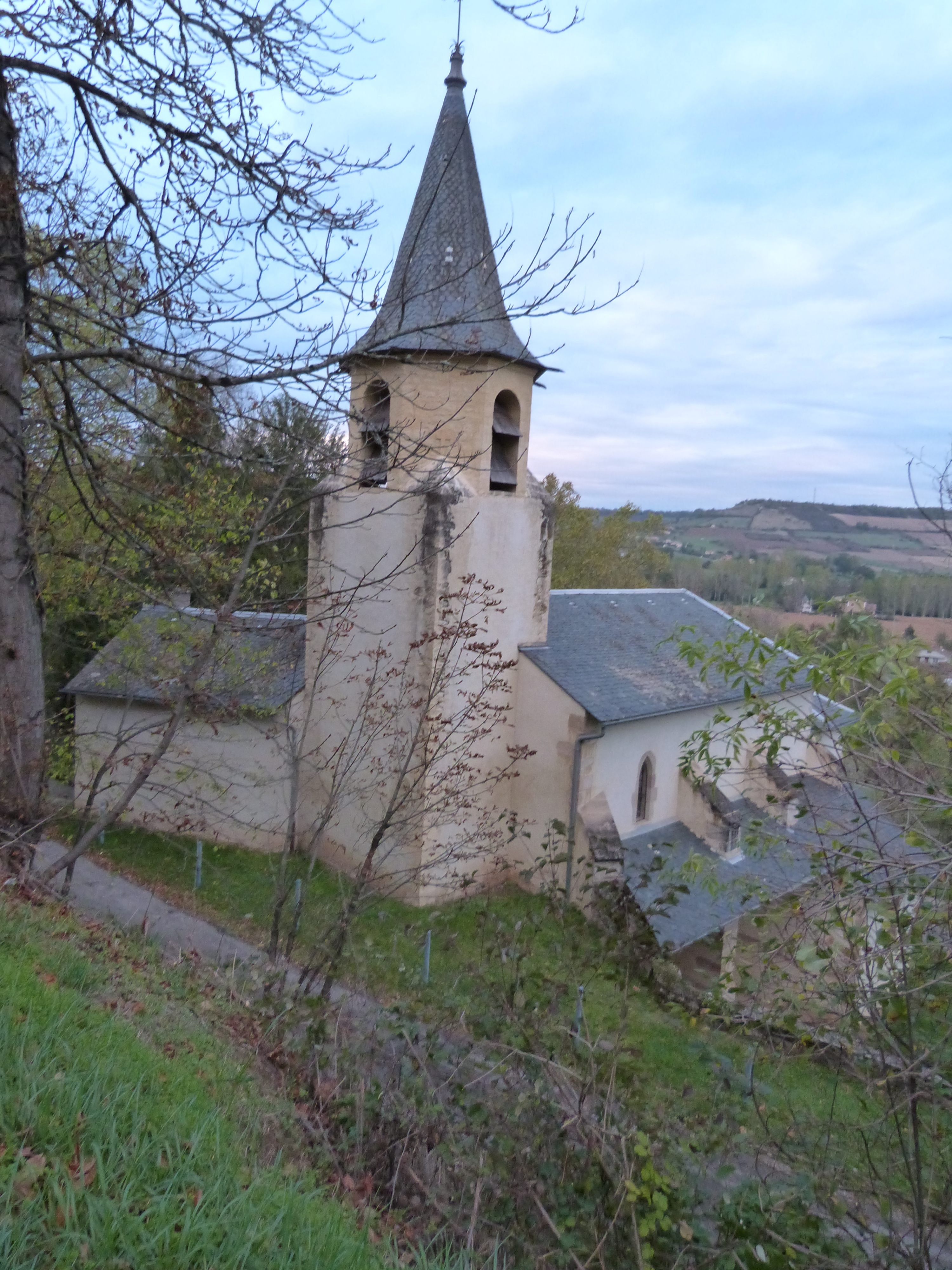
Часовня Сен-Крюсифи
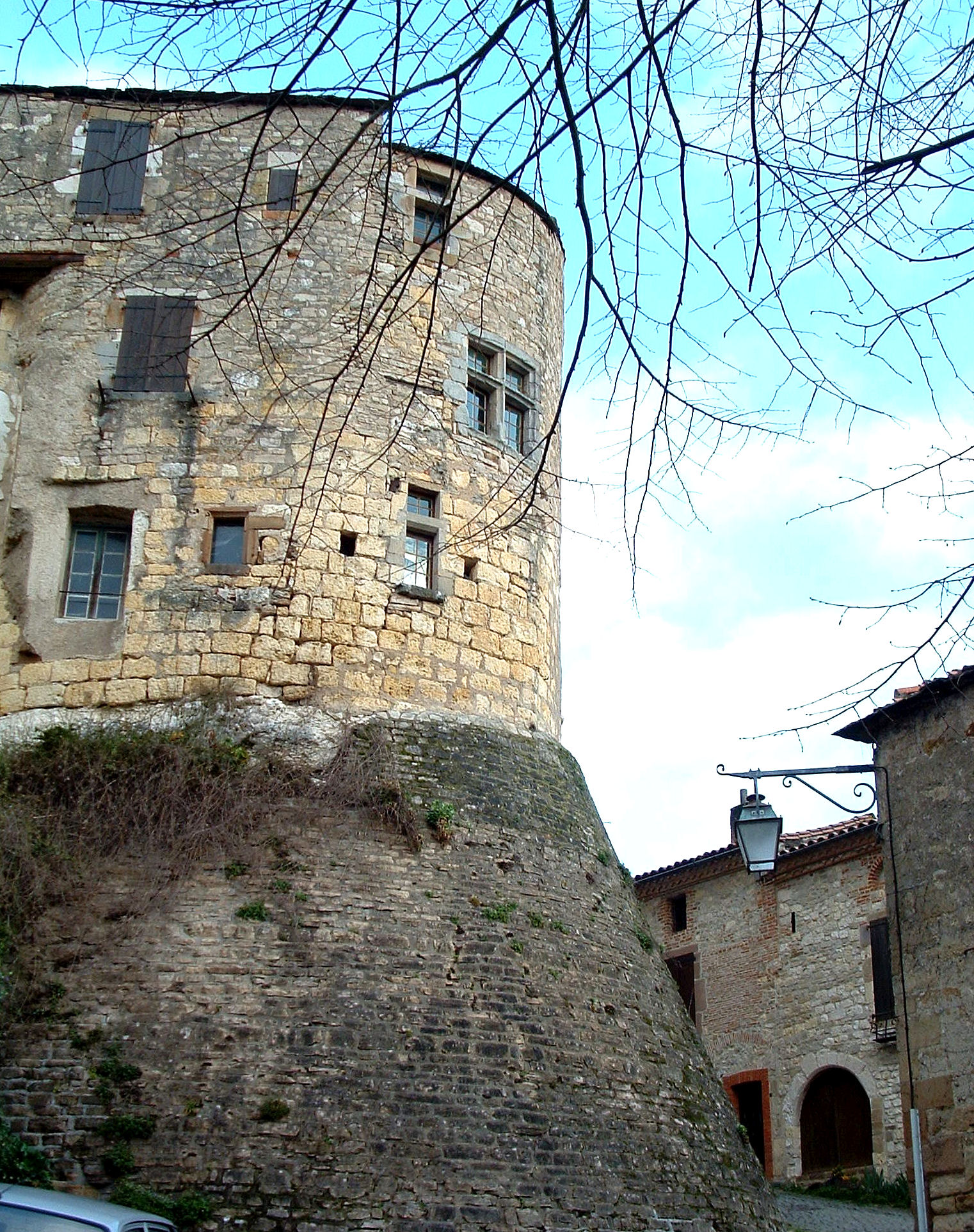
Башня Барбакан
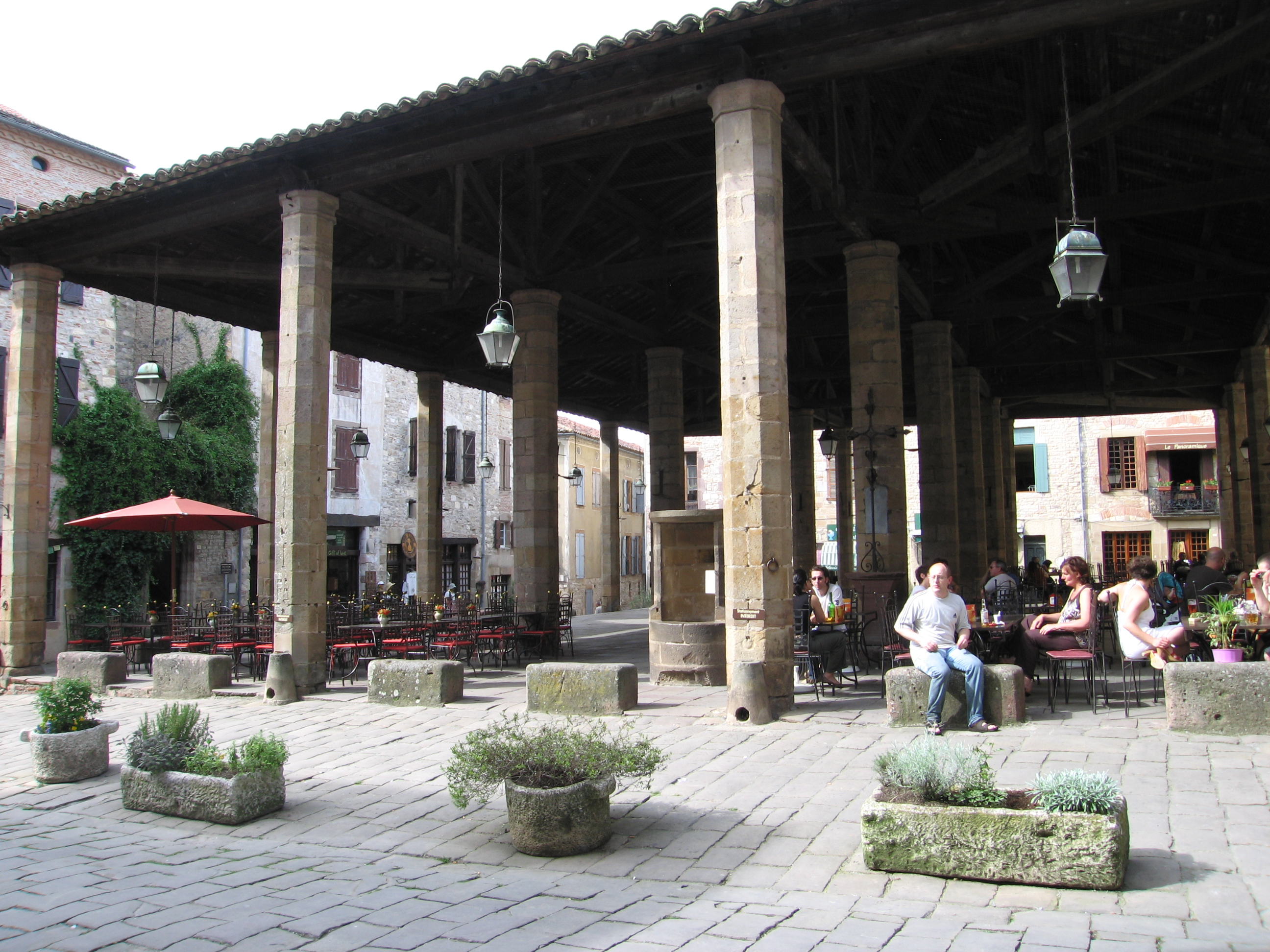
Крытый рынок
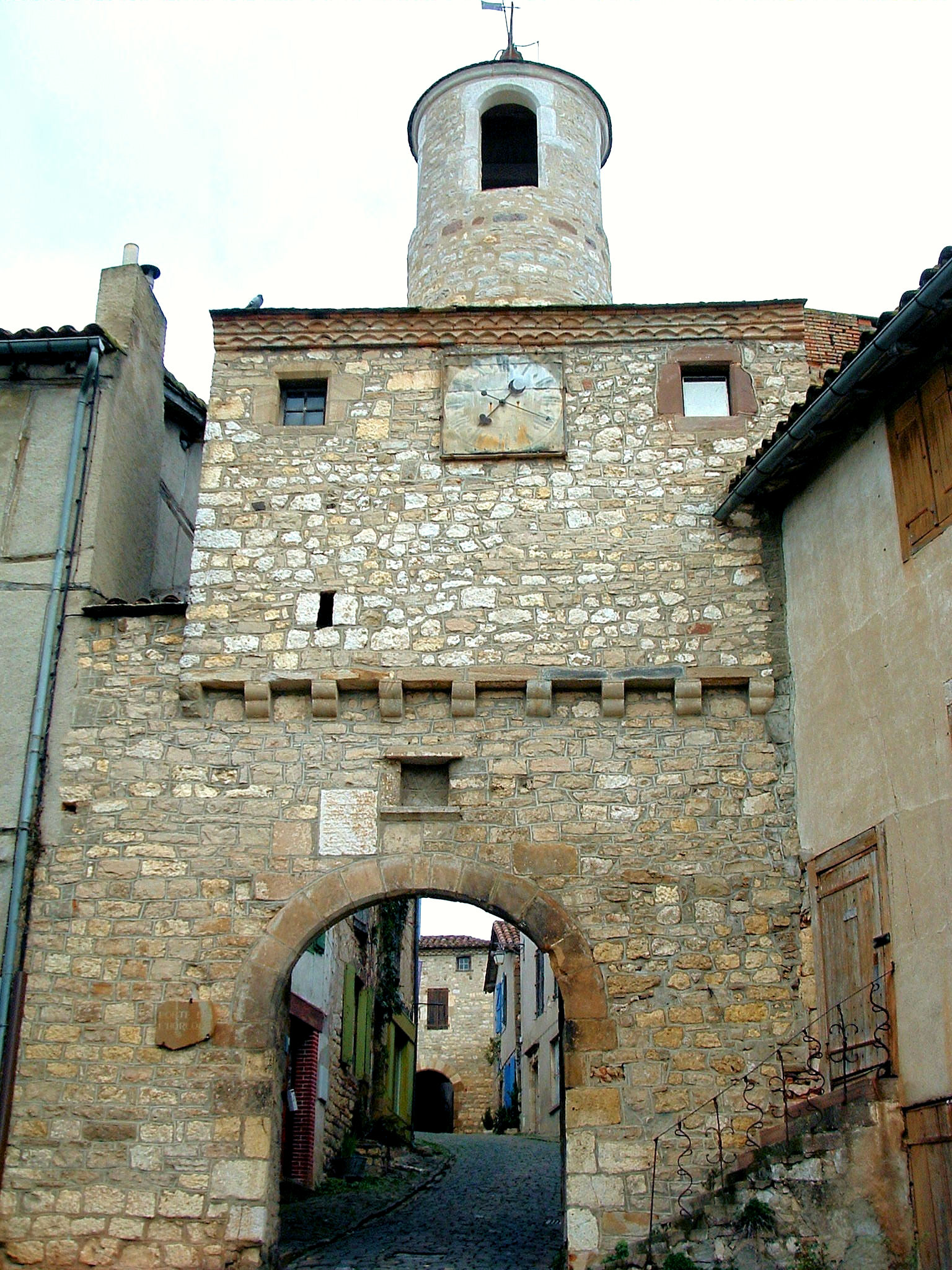
Городские ворота Орлож
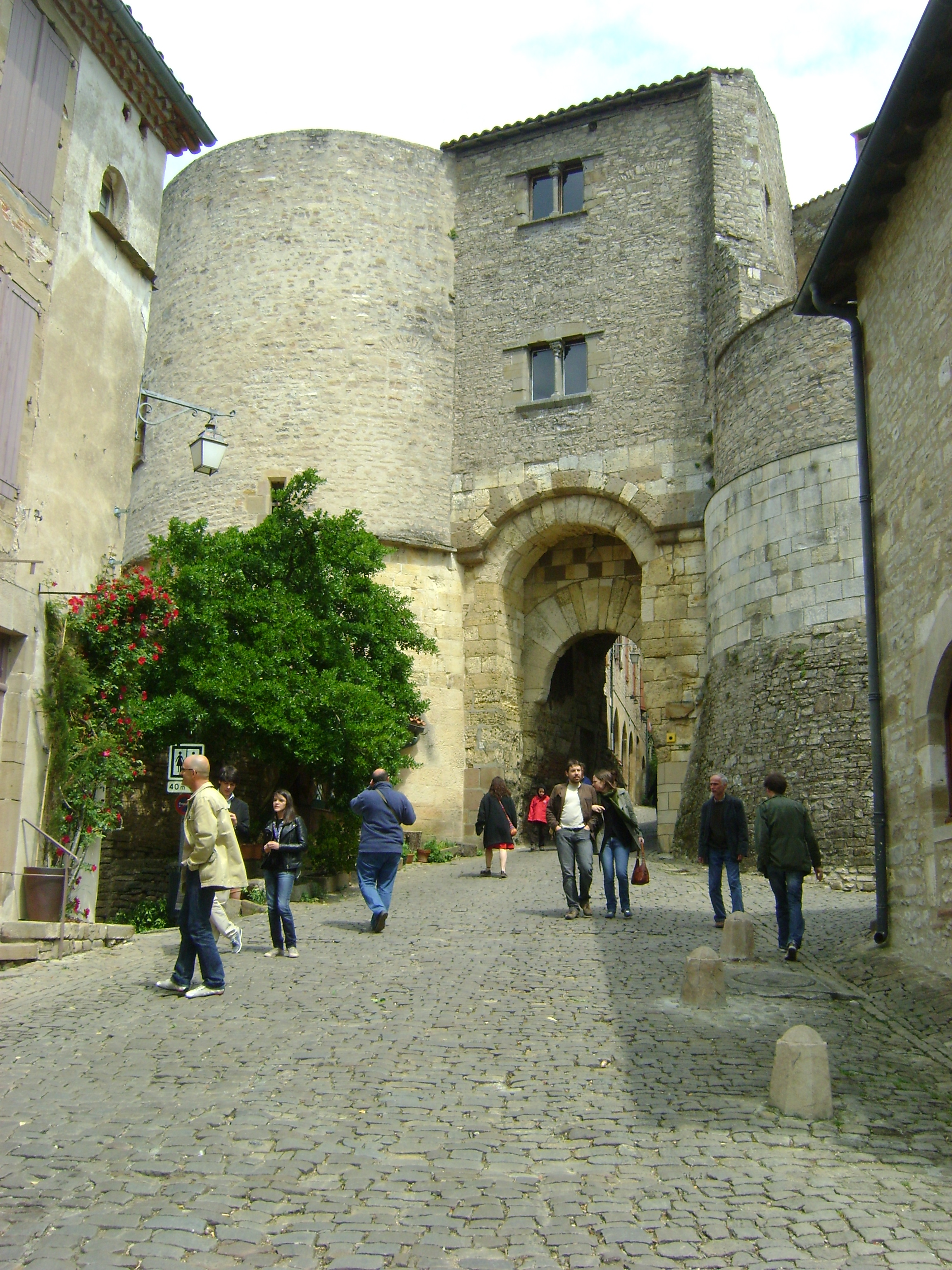
Городские ворота Ормон
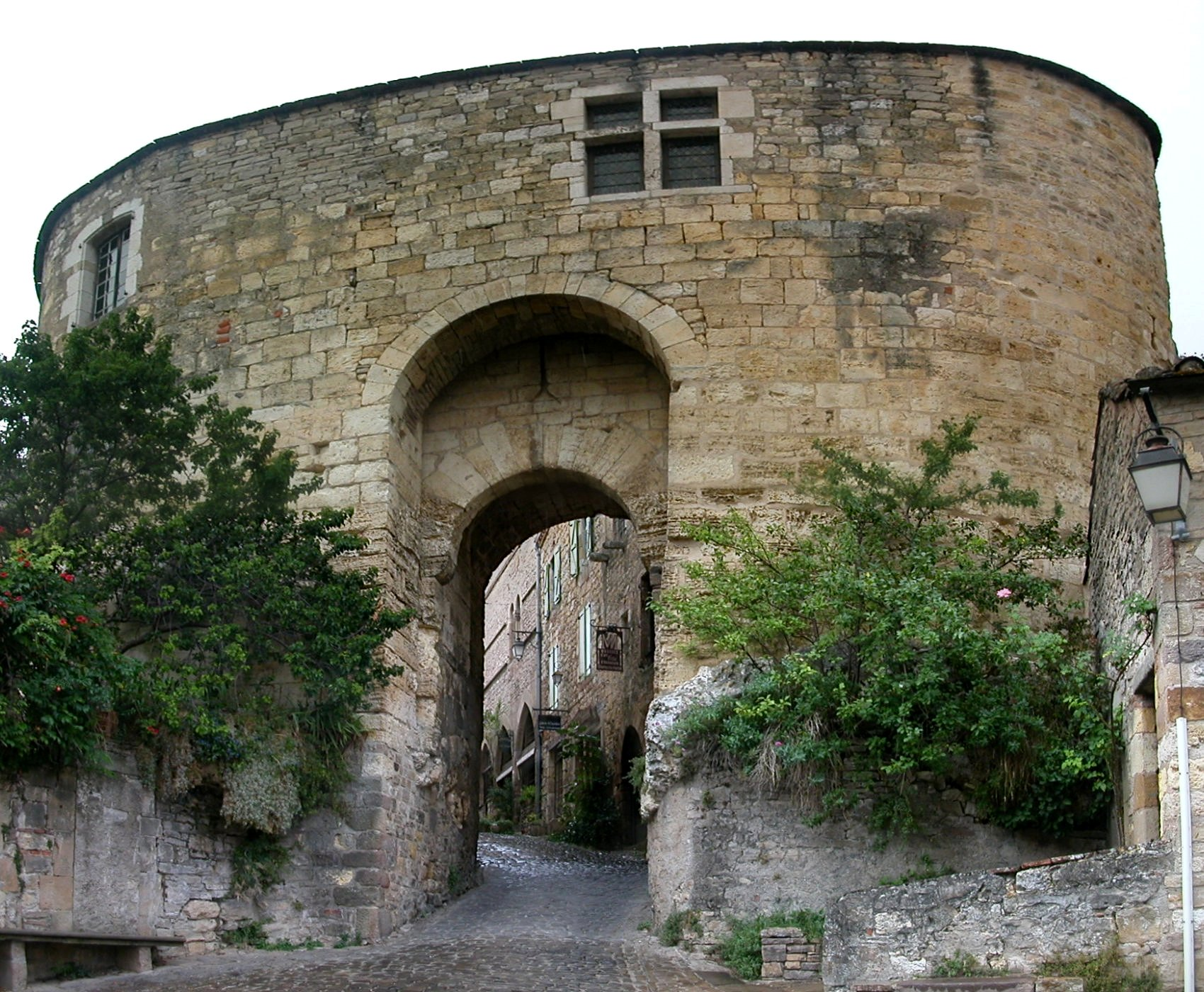
Городские ворота Ру